# The Love Transcendent
The Love Transcendent é um filme dramático dos Estados Unidos de 1915 interpretado por Harry Carey.

## Elenco
- Eleanor Blevins ... Ruth West
- Harry Carey
- Barney Furey ... Charles Grey
- Charles West ... John Gage (como Charles H. West)